# A me le guardie!
A me le guardie! (Guards! Guards!) è un romanzo fantasy umoristico dello scrittore britannico Terry Pratchett del 1989,   l'ottavo ambientato nel Mondo Disco e il primo del Ciclo della Guardia.
Ambientato nella città di Ankh-Morpork, la trama segue le avventure della scalcinata Guardia Notturna, alle prese con una serie di incidenti che fanno presupporre la presenza di un enorme e pericoloso drago, ipotesi estremamente strampalata anche per il Mondo Disco.
Al romanzo è seguito il racconto Theatre of Cruelty e il romanzo Uomini d'arme, entrambi pubblicati nel 1993. La trama di A me le guardie! è stata utilizzata per il videogioco Discworld (1995), nel quale al personaggio di Vimes è stato sostituito come protagonista quello di Scuotivento.

## Trama
(Terry Pratchett nella dedica al romanzo)
Ad Ankh-Morpork un'associazione segreta, guidata dal Grande Maestro, complotta per evocare un drago e destituire così il Patrizio, ossia Lord Vetinari, signore della città, in favore della monarchia. Nel frattempo, il giovane umano Carota Fabbroferraio, un ingenuo marcantonio cresciuto dai nani, giunge in città per unirsi alla Guardia Notturna, uno scalcinato corpo di guardia che ormai si occupa soltanto di tenersi fuori dai guai ed è composto da tre persone: il capitano cinico e alcolista Sam Vimes, il grasso e pigro Colon ed il caporale ladruncolo Nobby.
Alle prime evocazioni del drago corrispondono alcuni strani incidenti, ed il capitano Vimes sospetta correttamente la presenza di un drago, ma l'ipotesi viene subito scartata sia da Lord Vetinari che da Lupin Wonse, segretario personale di quest'ultimo. Grazie alla forza e all'ingenuità di Carota, i membri della Guardia iniziano però a credere nuovamente nel proprio ruolo, e così si mettono sulle giuste tracce. Il bibliotecario della Biblioteca Invisibile, un orango con una spiccata personalità, denuncia il furto di un pericoloso volume, ossia L'evocazione del Drago, e il capitano Vimes chiede allora aiuto a Lady Sybil Ramkin, un'aristocratica allevatrice di draghi da palude (draconis vulgaris, in contrapposizione a draconis nobilis). Lady Ramkin lascia come mascotte a Vimes uno di essi, Bravobimbo Fagottino Pennapietra detto Erroll.
Il Grande Maestro riesce nel suo intento: fa evocare il drago e lo fa svanire nel momento esatto in cui un giovane cavaliere lo affronta, dimostrando come quel ragazzo sia indiscutimente l'eroe che può diventare re di Ankh-Morpork. La folla lo applaude e Lord Vetinari viene destituito e rinchiuso nei sotterranei del palazzo del Patrizio. Prima di svanire il drago aveva distrutto il luogo di ritrovo della setta segreta, uccidendo gli ingenui complottisti.
Quando la città è pronta ad incoronare il nuovo re, il drago riesce a materializzarsi di propria volontà e decide, sotto consiglio di Wonse, di diventare il nuovo monarca. Seminando distruzione e richiedendo una vergine come sacrificio, il drago è pronto a cibarsi di Lady Ramkin, prescelta dato l'alto lignaggio della donna. Vimes però ha compreso ciò che si cela dietro: il maestro è in realtà Wonse, e dopo averlo affrontato, riesce a liberare Lady Ramkin. Il draghetto Errol si rivela in grado di produrre poderose fiammate, e combatte in cielo con il drago. In realtà, il drago è una femmina ed Erroll la sta corteggiando: i due volano alti nel cielo, allontanandosi e scomparendo all'orizzonte.
Vimes fa arrestare Wonse, che però finisce ucciso dal lancio del libro Leggi ed Ordinanze della città di Anhk e Morphok. Carota si disinteressa a tutti gli indizi che lo indicano come discendente dell'ultimo re di Ankh-Morpork e legittimo pretendente al trono. Lord Vetinari torna ad essere Patrizio di Ankh-Morpork e premia la Guardia come gli viene richiesto: un aumento di stipendio, un bollitore, ed un gioco delle freccette.

## Trasposizioni
- Dal romanzo sono stati tratti due adattamenti radiofonici, uno di Michael Butt, trasmesso in sei puntate sulla BBC Radio 4 nel 1992, e l'altro di David Benedict, recitato al convegno di fantasy e fantascienza Dragon*Con nel 2001.
- Stephen Briggs ne ha scritto una trasposizione teatrale nel 1993, mentre Geoffrey Cush ne ha scritta un'altra nel 1999.
- Graham Higgins ha disegnato un graphic novel basata sull'adattamento di Stephen Briggs nel 2000. Nel 2005 è stata pubblicata in italiano da Kappa Edizioni con il titolo Guardie! Guardie! (ISBN 8874710984).
- Il videogioco Discworld (1995) è basato sul romanzo, ma Scuotivento ne diventa il protagonista al posto di Sam Vimes.

## Edizioni
- Terry Pratchett, Guards! Guards!, Corgi, 1989.
- Terry Pratchett, A me le guardie!, traduzione di Antonella Pieretti, Milano, Salani, 2002,  p. 358, ISBN 9788884511812.
- Terry Pratchett, A me le guardie!, collana Teadue, traduzione di Antonella Pieretti, TEA, 2005,  p. 358, ISBN 9788850222544.